# Port Charles
Port Charles is een Amerikaanse soapserie die op ABC liep van 1 juni 1997 tot 3 oktober 2003. Er zijn 1633 episodes verschenen, een 2 uur durende pilotaflevering inbegrepen bij de start van de serie en die in primetime werd uitgezonden.
De serie was een spin-off van de populaire serie General Hospital, verschillende personages speelden dezelfde rol in beide series.
De show werd geannuleerd in de zomer van 2003. In België werd de soap uitgezonden op de VRT in de namiddag.